# Sticker art
El sticker art (del inglés sticker, adhesivo y art, arte) es una forma de arte callejero donde el mensaje o la imagen van en una pegatina. Los adhesivos pueden a menudo contener mensajes políticos o sociales.

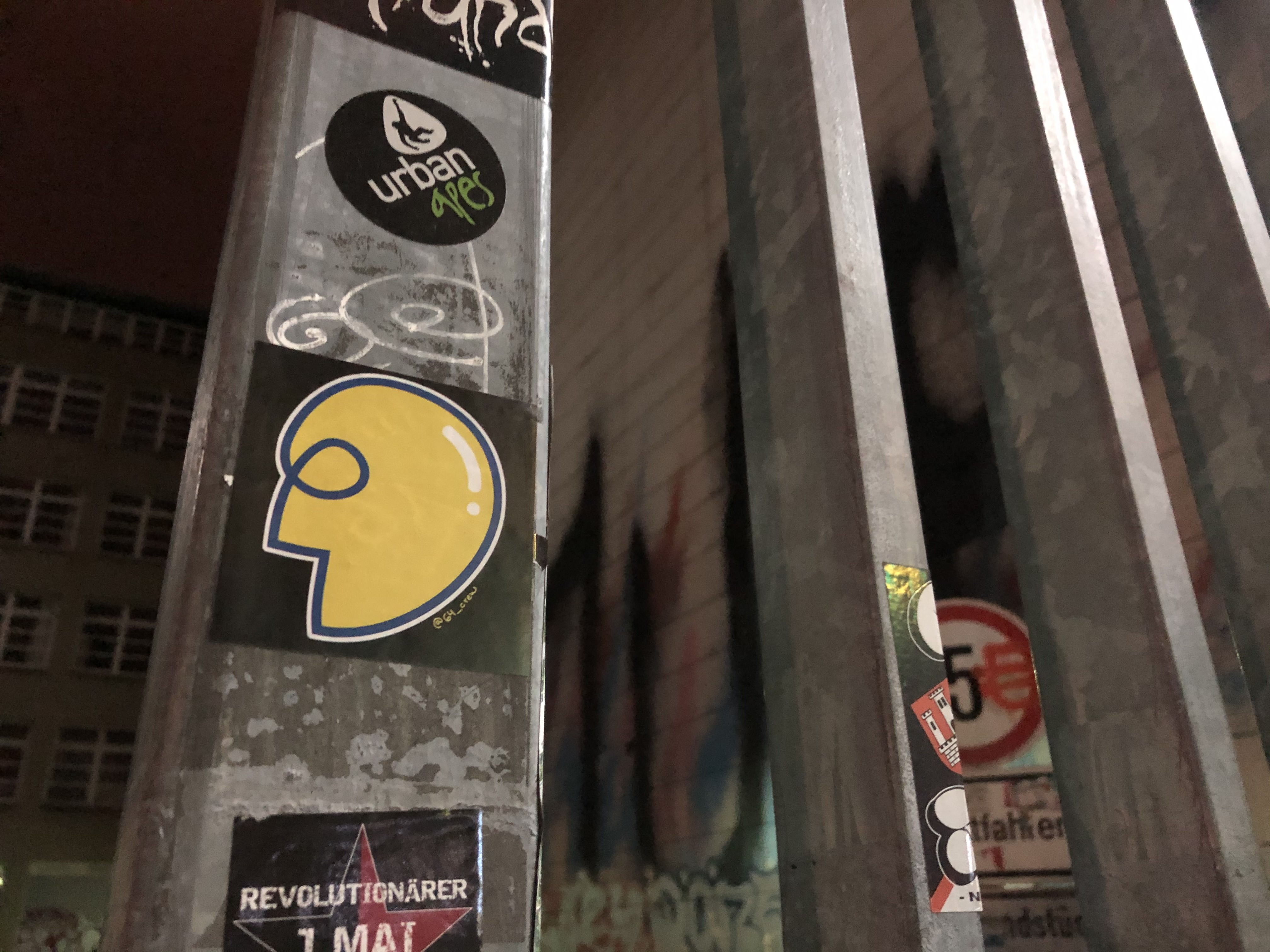
Pegatina de la 64 Crew en Berlín

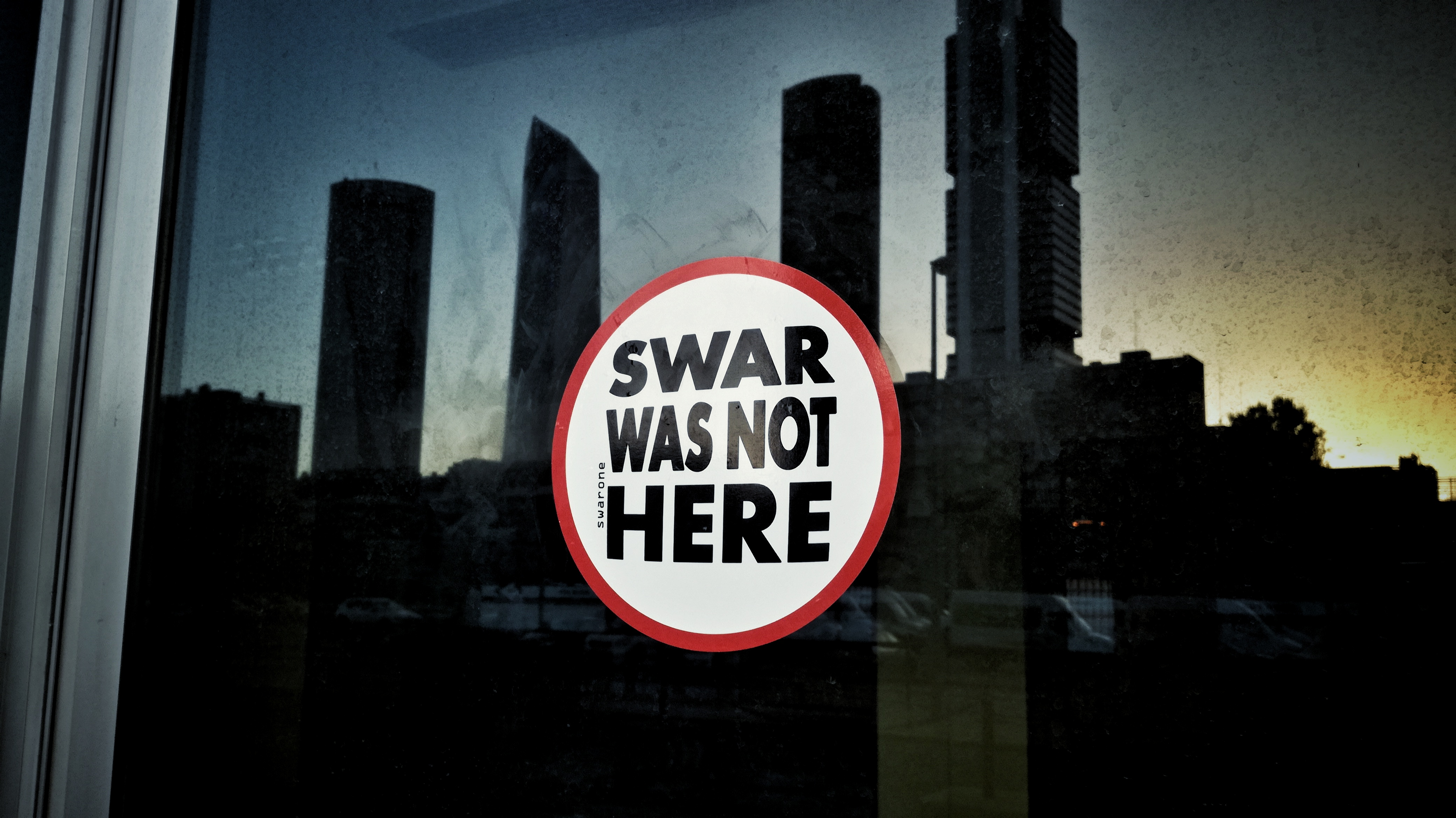
Pegatina SWNH sobre ventana en Chamartín, Madrid

Se considera que el primero fue el de Andre the Giant has a posse de Shepard Fairey, después Obey Giant, de 1989; el primero en el resto del mundo y en Europa generalmente se considera "I Sauri", habiendo aparecido en Italia, Francia, España y otros países desde 1993.
Es frecuente encontrar ejemplos de sticker art de grandes centros urbanos en sitios con gran afluencia, pero ahora ya también en los pequeños centros.
Otro uso de los stickers en el ámbito del street art es el de contener la firma del artista (tag), en alternativa a la firma con spray o rotulador. Estos adhesivos son a menudo caracterizados de un color de fondo uniforme y de la firma escrita a mano con rotulador.
¿Qué caracteriza al sticker art?
- Versatilidad: Se puede aplicar en casi cualquier superficie lisa, como papel, madera, metal, plástico, etc.
- Accesibilidad: Los materiales son relativamente económicos y fáciles de conseguir.
- Personalización: Cada artista puede desarrollar un estilo único y crear piezas personalizadas.
- Interacción con el entorno urbano: Muchos artistas de sticker art utilizan espacios públicos como lienzos, creando intervenciones artísticas en la ciudad.

¿Qué tipo de stickers se utilizan?
- Stickers personalizados: Los artistas a menudo diseñan sus propias ilustraciones y las imprimen en forma de stickers.
- Stickers comerciales: También se utilizan stickers de productos, marcas o eventos, a los que se les da un nuevo significado dentro de una composición artística.

¿Cuáles son las técnicas utilizadas en el sticker art?
- Colage: Se superponen varios stickers para crear una imagen compleja.
- Stencil: Se utilizan plantillas para crear formas repetitivas o patrones.
- Lettering: Se utilizan stickers con letras para crear mensajes o frases.
- Combinación con otras técnicas: El sticker art se puede combinar con otras técnicas artísticas, como el graffiti o el collage tradicional.

¿Por qué es popular el sticker art?
- Facilidad de creación: Es una forma de arte accesible y fácil de aprender.
- Impacto visual: Los stickers pueden transformar un espacio de manera rápida y llamativa.
- Mensaje social: Muchos artistas utilizan el sticker art para expresar ideas y opiniones sobre temas sociales y políticos.